# Labrus bergylta
Labrus bergylta е вид лъчеперка от семейство Labridae.

## Разпространение
Видът е разпространен в Белгия, Великобритания, Германия, Дания, Естония, Ирландия, Испания, Италия, Литва, Мароко, Нидерландия, Норвегия, Полша, Португалия, Франция и Швеция.